# Aram
Aram je mužské křestní jméno hebrejského nebo arménského původu. U hebrejského původu se uvádí význam "vznešený", u arménského "klid, mír".
Podle českého kalendáře má svátek 26. listopadu.
Podle Bible byl Aram jeden z pěti synů Šéma, syna Noemova.

## Aram v jiných jazycích
- Arménsky: Aram

## Známí nositelé jména
- Aram Iljič Chačaturjan – arménský hudební skladatel, klavírista a dirigent